# 西河遗址
西河遗址位于中国山东省章丘市龙山街道龙山三村西北约500米处，东距龙山文化命名地——城子崖遗址1600米，因巨野河支流西河环绕遗址西缘和北缘而得名，2001年被列为第五批全国重点文物保护单位。
西河遗址现存面积40万平方米，1987年全省文物普查时被发现，1991和1997年先后进行了两次发掘。2008年6～8月，因公路建设，山东省文物考古研究所等单位对西河遗址进行了第三次抢救性发掘，发现了一批后李文化、龙山文化、唐宋及清代文化遗存。